# Digital Speech Standard

Logo des DSS-Standards

Logo des DSS Pro-Standards

Der Digital Speech Standard (DSS) ist ein proprietärer (d. h. nicht offener), herstellerübergreifender Audiocodec zur verlustarmen Speicherung von Sprachdaten in Diktiergeräten.

## Entstehung
Bereits einige Jahre vor der Markteinführung der ersten digitalen Diktiergeräte entwickelte Grundig Business Systems in Zusammenarbeit mit der Universität Erlangen-Nürnberg im Jahr 1994 – 10 Jahre nach der Ausgliederung aus der von Philips beherrschten Grundig AG – den ersten DSS-Codec. Der DSS-Standard wurde darauf aufbauend 1997 als Gemeinschaftsentwicklung von Grundig, Olympus und Philips vorgestellt. Zeitgleich gründeten die beteiligten Hersteller ein offenes Standardisierungsgremium - die International Voice Association (IVA)  - zur einheitlichen Spezifizierung und Weiterentwicklung des DSS-Standards.
Durch hohe Anforderungen für die Geräteentwicklung und Lizenzgebühren wird DSS nur in den professionellen Geräten der IVA-Mitglieder verwendet.

## Eigenschaften
Der DSS-Audiocodec wurde speziell zur Speicherung menschlicher Sprache entwickelt und benutzt wie das weit bekanntere MP3 ein psychoakustisches Modell. So wird eine relativ hohe Komprimierungsrate bei nur geringen Qualitätsverlusten erreicht. Dennoch verschlechtert sich durch die verlustbehaftete Kompression die Erkennungsrate computergestützter Spracherkennung. Diese Schwäche wurde im nachfolgenden Standard „DSS  Pro“ verbessert.
Neben der Optimierung des Speicherbedarfs der Aufnahmen können weitere Informationen zu den Aufnahmen hinzugefügt werden. So können in den Headerdateien der Aufnahmen z. B. eine Autorenkennung ö.Ä. gespeichert werden.
DSS-Dateien können durch spezielle Software weiterverarbeitet werden, die Hersteller der Diktierlösungen bieten entsprechend leistungsfähige Schreibplatzsoftware und Workflow-Management-Programme. Es existieren aber auch kostenlose Abspielprogramme.
Eine Weiterverarbeitung mit anderer Software ist jedoch nicht möglich. Das Demonstrationsprogramm ist nur für Microsoft-Betriebssysteme verfügbar. Von Olympus gibt es eine kostenlose Abspielsoftware auch für macOS (DSS-Player Lite), die auf der dortigen Webpage geladen werden kann. Anders als
DSS Player for MAC, wurde die Lite Version der Software seit 2003 allerdings nicht mehr gepflegt und läuft unter macOS Sierra nicht mehr (Stand Oktober 2012).
Nach kurzer Untersuchung des DSS-Formats wurden folgende Erkenntnisse gewonnen:
- DSS ist ein Container, der zur Speicherung von unterschiedlichen Codecs benutzt werden kann.
- Zurzeit sind zwei Aufnahmemodi bekannt: LP und SP. LP nutzt G.723.1 Codec.

## Der Nachfolger DSS Pro
Der Quasi-Standard für professionelle Anwendungen DSS wurde in seiner zweiten Fassung leicht modernisiert:
Zum einen wurde die Abtastrate auf 16 kHz angehoben, um die Sprachqualität weiter zu verbessern und den Anforderungen von Spracherkennungssoftware besser zu genügen. So ist es jetzt mit einem DSS-Pro-Diktiergerät möglich, seine Diktate direkt an die Spracherkennung Dragon NaturallySpeaking zu übergeben. Die ersten Diktiergeräte mit DSS Pro sind das Philips DPM 9600 bzw. 9620 und das Digta 420 in zwei Schiebeschalter-Varianten von Grundig Business Systems. Olympus hat mit dem DS-5000 mittlerweile ebenfalls ein DSS-Pro-fähiges Diktiergerät auf den Markt gebracht.